# Atherina boyeri

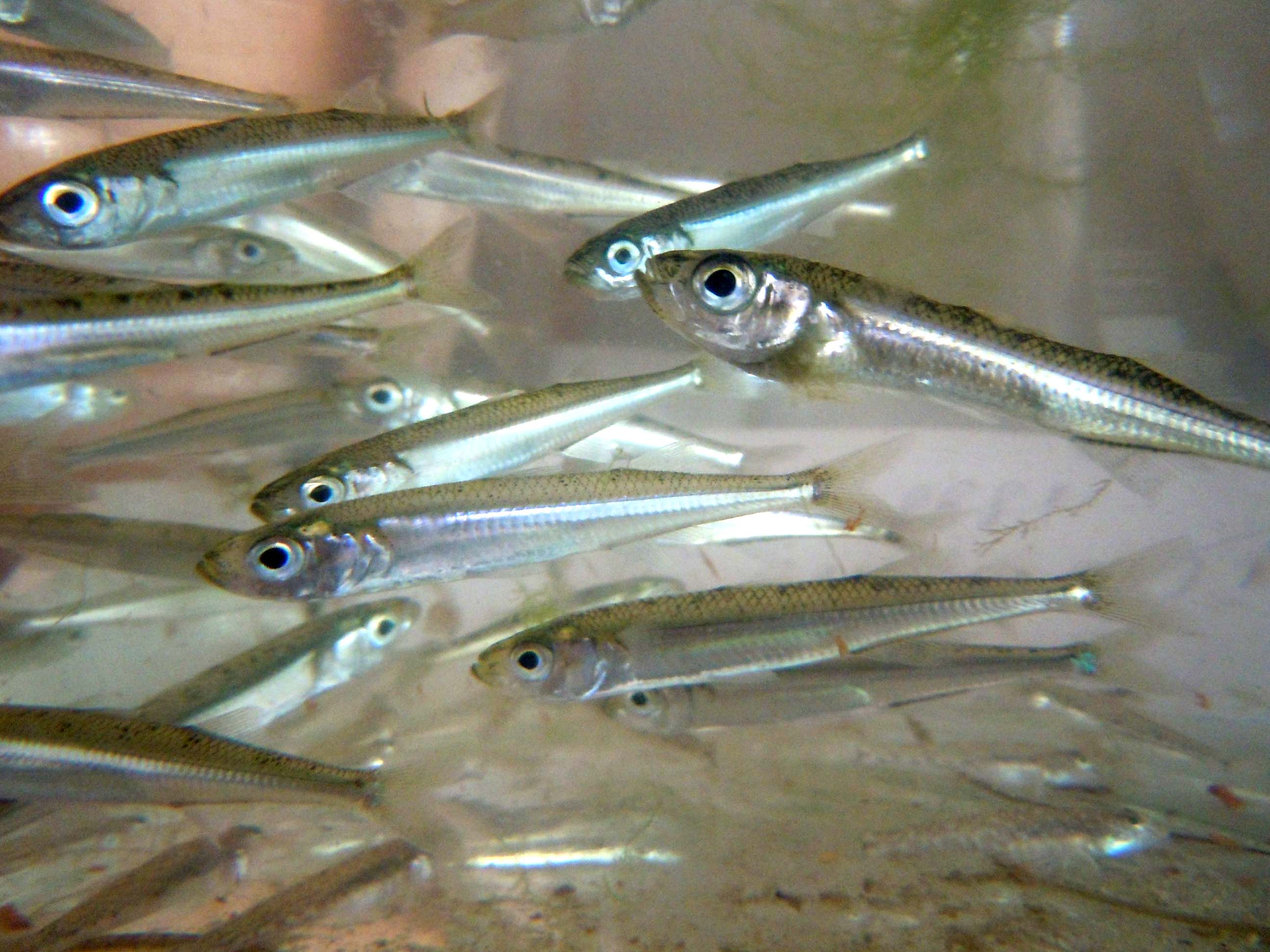
Atherina boyeri no Golfo de Odessa, Mar Negro.

Atherina boyeri Risso, 1810, conhecida pelos nomes comuns de peixe-rei-do-mediterrâneo ou piarda, é uma espécie de peixe teleósteo da família Atherinidae. A espécie tem distribuição natural nas águas costeiras e no curso inferior de alguns rios do Mar Mediterrâneo, Mar Negro e Mar Cáspio, ocorrendo no Oceano Atlântico nas regiões costeiras mais próximas do Estreito de Gibraltar, desde o norte de Portugal até à Mauritânia.

## Descrição
A espécie Atherina boyeri é um pequeno peixe prateado, de corpo alongado que não ultrapassa os 20 cm na fase adulta, atingindo 14,5 cm de comprimento padrão, com base na medição de indivíduos de sexo indeterminado. Apresenta a mandíbula superior leigeiramente protuberante. Duas barbatanas dorsais, a primeira situada na região média do corpo e a segunda no terço posterior.
Apesar de ser um peixe marinho, A. boyeri tolera bem baixas salinidades, sendo uma espécie de água doce, de água salobra e marinha. Em consequência, para além das águas costeiras, ocorre em zonas húmidas costeiras, estuários e no curso inferior de alguns rios que desembocam na sua região de distribuição natural. Forma cardumes densos junto à costa e na foz de rios e ribeiras.
A espécie é capturada nas águas costeiras de toda a bacia do Mediterrâneo, no Mar Negro e no Cáspio para alimentação humana e é utilizada para isco na pesca de espécies de maior porte. É consumida tradicionalmente em fritos, em confecções conhecidas por vários nomes, entre os quais jol, joels ou mangetout ( sul da França).

## Sub-espécies
São reconhecidas duas subespécies de A. boyeri:
- Atherina boyeri pontica (Eichwald, 1838) - Mar Negro e Mar de Azov;
- Atherina boyeri caspia (Eichwald, 1838) - Mar Cáspio.